# Unterseeboot UB-76
Pour les autres navires du même nom, voir Unterseeboot 76.
L'Unterseeboot UB-76 est un sous-marin (U-Boot) allemand de type UB III utilisé par la Kaiserliche Marine pendant la Première Guerre mondiale. Il a été mis en service dans la marine impériale allemande le 23 septembre 1917.
L'UB-76 a servi dans la flottille d’entraînement. Le 12 février 1919, il fit sa reddition, conformément aux exigences de l’armistice avec l’Allemagne. Il fut démantelé à Rochester en 1922.

## Conception
Comme tous les sous-marins de type UB III, l'UB-76 avait un déplacement de 516 tonnes en surface et de 648 tonnes en immersion. Ses moteurs lui permettaient de naviguer à 13,6 nœuds (25,2 km/h) en surface et à 7,8 nœuds (14,4 km/h) en immersion. Il avait une autonomie de 8680 milles marins (16080 km) à sa vitesse de croisière. L'UB-76 transportait 10 torpilles et était armé d’un canon de pont de 8,8 cm. L'UB-76 avait un équipage pouvant compter jusqu’à 3 officiers et 31 hommes. 

## Carrière
L'UB-76 a été construit par Blohm & Voss à Hambourg. Après un peu moins d’un an de construction, il a été lancé à Hambourg le 5 mai 1917. Il a été mis en service plus tard la même année sous le commandement du Kapitänleutnant Erich Gerth.

## Affectations
- Flottille d’entraînement : du 23 septembre 1917 au 11 novembre 1918[4].

## Commandants
- Kapitänleutnant Erich Gerth[5] : du 23 septembre au 31 octobre 1917